# Šibenski most
Šibenski most je armiranobetonski lučni most preko Šibenskog zaljev na Jadranskoj magistrali, u blizini uljevanja rijeke Krke. Šibenski je most jedan od najznačajnijih naših mostova jer sadrži armiranobetonski luk koji je prvi na svijetu u cijelosti izveden konzolnim postupkom, bez skele oslonjene o tlo. Luk je građen betoniranjem odsječaka od 28 m na čeličnoj skeli koja je vješaljkama bila preko vrha stupa nad petom luka sidrena u upornjaku na kraju mosta. Čelična je skela premještana s pomoću plovne dizalice. Raspon luka iznosi 246 m.
Most je građen u razdoblju 1964. – 1966. Projektant mosta bio je Ilija Stojadinović. Pušten je u promet 27. srpnja 1966.
U jesen 1991. tijekom Domovinskog rata most je pogođen s nekoliko granata, ali šteta nije uzrokovala prekid prometa.